# Pendulum (cântec)
„Pendulum” este un cântec a cântareței britanice FKA twigs de pe albumul său de debut, LP1 (2014). Piesa a fost lansată pe cale digitală pe data de 30 iulie 2014 ca al doilea single a albumului. A fost lansat în vormat vinil în ziua următoare, fiind Fața-B a piesei Two Weeks. „Pendulum” a fost premiat la show-ul lui Zane Lowe BBC Radio 1 pe data de 29 iulie 2014. Odată cu lansarea sa, twigs a declarat ca piesa e preferata ei de pe album.

## Videoclipul
Videoclipul pentru „Pendulum” a fost regizat de către twigs și Paula Harrowing. O poza de la filmări a fost lansată pe data de 29 iulie 2014, care descrie pe FKA twigs agățată pe tavan de părul ei. A doua poză de la filmlări a fost lansată pe contul de Instagram a lui twigs pe data de 6 octombrie 2014. Videoclipul a avut premiera pe site-ul lui MTV pe data de 14 ianuarie 2015, șase luni dupa ce videoclipul a fost anunțat.

## Lista pieselor
- Digital download[4]

1. „Pendulum” – 4:58

- Limited edition 12" single[5]

A. „Two Weeks” – 4:08
B. „Pendulum” – 4:58

## Istoricul lansărilor
| Țară         | Dată          | Format              | Casă de discuri | Ref.  |
| ------------ | ------------- | ------------------- | --------------- | ----- |
| Regatul Unit | 29 iulie 2014 | 12" single          | Young Turks     | [ 5 ] |
| Regatul Unit | 30 iulie 2014 | Descărcare digitală | Young Turks     | [ 4 ] |